# Tomma kalorier
Tomma kalorier är ett livsmedelsrelaterat begrepp som syftar på ett högt intag av fett och/eller socker men väldigt lite vitaminer och mineraler. Anledningen till att begreppet kallas just "tomma" kalorier är att kalorierna inte innehåller någonting, det vill säga att livsmedlen inte innehåller något av värde för kroppen bortsett från just kalorier. Exempel på livsmedel med tomma kalorier är: godis, glass och läskedrycker. Ett högt intag av tomma kalorier kan leda till övervikt eller näringsbrist.